# ليفينتس يونايتد
ليفينتس بطل نيجيريا هو أحد اندية نيجيريا إلى جانب شوتنج ستارز وبيندل إنشورانس وإينوجو رينجرز وأخيرا انيمبا وتلك الأندية هي غالبا ما تمثل نيجيريا في بطولات الأندية الأفريقية.

## إنجازات فريق كرة القدم
وصيف بطولة أفريقيا للأندية ابطال الكأس : عام عام 1985.